# Encolpius
Encolpius Simon, 1900 è un genere di ragni appartenente alla famiglia Salticidae.

## Distribuzione
Le tre specie note di questo genere sono diffuse in America meridionale, in particolare in Brasile, Argentina e Venezuela.

## Tassonomia
A maggio 2010, si compone di tre specie:
- Encolpius albobarbatus Simon, 1900[2] — Brasile
- Encolpius fimbriatus Crane, 1943 — Venezuela
- Encolpius guaraniticus Galiano, 1968 — Argentina